# Cefaloglycin
Cefaloglycin ist ein Antibiotikum, welches zur Behandlung schwerer Infektionen durch anfällige Bakterien diente. Es wird semisynthetisch hergestellt und gehört zur Klasse der Cephalosporine der ersten Generation.
Cefaloglycin wird nicht mehr allgemein verwendet.

## Indikation
Cefaloglycin ist wirksam gegen grampositive Kokken mit Ausnahme von Enterokokken. Außerdem ist es bis auf Pseudomonas aeruginosa, Klebsiella und indolpositive Proteus-Spezies gegen gramnegative Bakterien wirksam.

## Wirkungsprinzip
Die Cefaloglycin-Moleküle binden sich – wie alle Cephalosporine – an spezifische Penicillin-bindende Proteine, die für den Neuaufbau der bakteriellen Zellwand benötigt werden. Dadurch wird die weitere Synthese der bakteriellen Zellwand gehindert.

## Applizierung
Cefaloglycin wird oral verabreicht und rasch in die Blutbahn aufgenommen.

## Nebenwirkungen
Nach einer Überdosis können nach oraler Einnahme von Cefaloglycin Nebenwirkungen wie Übelkeit, Erbrechen, Magenbeschwerden, Durchfall und Krämpfe auftreten.